# Scaura tenuis
Scaura tenuis är en biart som först beskrevs av Adolpho Ducke 1916.  Scaura tenuis ingår i släktet Scaura och familjen långtungebin. Inga underarter finns listade i Catalogue of Life.